# 사이토 마나부
사이토 마나부(일본어: 齋藤 学, 1990년 4월 4일 ~ )는 일본의 축구 선수로 현재 호주 A리그 멘의 뉴캐슬 제츠에서 미드필더로 활약하고 있다.

## 구단 경력
그는 2008년부터 J리그의 요코하마 F. 마리노스, 에히메 FC, 가와사키 프론탈레, 나고야 그램퍼스에서 뛰었다.

## 국가대표팀 경력
그는 2007년 FIFA U-17 월드컵에 참가할 일본 U-20 국가대표팀에 발탁되었으며, 2경기에 출전했다.
2012년 하계 올림픽에 참가할 일본 U-23 국가대표팀에 발탁되었으며, 5경기에 출전, 4강 진출에 기여했다.
2013년 EAFF 동아시안컵에 참가할 일본 국가대표팀에 발탁되었으며, 7월 21일 중국와의 경기에서 데뷔, 우승. 2014년 FIFA 월드컵에도 출전했다. 그는 2016년까지 국제 A매치 통산 6경기에 출전, 1득점을 넣었다.

## J리그 기록
- 첫 출장: 2008년 8월 24일, 요코하마 F. 마리노스 1-0 콘사도레 삿포로, 미츠자와 스타디움
- 첫 골: 2012년 3월 10일, 가시와 레이솔 3-3 요코하마 F. 마리노스, 히타치 가시와 축구장

## 통계
| 일본 | 일본 | 일본 |
| 연도 | 출전 | 득점 |
| ---- | ---- | ---- |
| 2013 | 3    | 1    |
| 2014 | 2    | 0    |
| 2015 | 0    | 0    |
| 2016 | 1    | 0    |
| 통산 | 6    | 1    |

### 국가대표팀 득점 기록
아래의 점수에서 왼쪽의 점수가 일본의 점수이다.
| #  | 날짜            | 경기장                           | 상대           | 점수 | 결과 | 대회                   |
| -- | --------------- | -------------------------------- | -------------- | ---- | ---- | ---------------------- |
| 1. | 2013년 7월 25일 | 화성종합경기타운, 화성, 대한민국 | 오스트레일리아 | 1–0  | 3–2  | 2013년 EAFF 동아시안컵 |

## 수상

### 클럽
요코하마 F. 마리노스
- J1리그 : 준우승 (2013), 4위 (2012)
- 일왕배 : 우승 (2013), 준우승 (2017), 4강 (2008, 2012, 2016)
- J리그컵 : 4강 (2009, 2013, 2016)

가와사키 프론탈레
- J1리그 : 우승 (2018, 2020)
- 일왕배 : 우승 (2020)
- J리그컵 : 우승 (2019), 4강 (2020)
- 일본 슈퍼컵 : 우승 (2019)

나고야 그램퍼스
- J리그컵 : 우승 (2021)

### 국가대표팀
일본 U-17
- AFC U-17 아시안컵 : 우승 (2006)

 일본 U-23
- 하계 올림픽 : 4위 (2012)

 일본
- EAFF E-1 풋볼 챔피언십 : 우승 (2013)

### 개인
- J1리그 베스트 11 : 2016